# Starstruck
Starstruck är en amerikansk Disney Channel-film (Disney Channel Original Movie) från 2010 i regi av Michael Grossman. I huvudrollerna syns Sterling Knight och Danielle Campbell, tillsammans med bland andra Maggie Castle, Brandon Mychal Smith och Chelsea Staub
Filmen hade premiär på amerikanska Disney Channel den 14 februari 2010, för att sedan ha premiär på svenska Disney Channel den 28 maj.

## Handling
Jessica Olson (Danielle Campbell) åker till Los Angeles för att träffa farmor och farfar, medan hennes syster, Sara (Maggie Castle), vill träffa stjärnan Christopher Wilde (Sterling Knight). En kväll träffar Jessica Christopher, och de spenderar kvällen tillsammans runtom i Los Angeles. Men när Jessica kommer hem och ser honom på TV, säger han sig aldrig ha träffat henne. Samtidigt är Christopher i valet och kvalet om han ska lägga fokus på sitt kärleksliv, eller på sin karriär.

## Rollista (i urval)
- Sterling Knight – Christopher Wilde
  - Johan Hillgren – svensk röst
- Danielle Campbell – Jessica Olson
  - Sandra Kassman – svensk röst
- Brandon Mychal Smith – Albert Joshua "Stubby" Stubbins
  - Johan Ekelund – svensk röst
- Chelsea Staub – Alexis Bender
  - Mikaela Tidermark – svensk röst
- Maggie Castle – Sara Olson
  - Emma Lewin – svensk röst